# Takeshi Koga
Pour les articles homonymes, voir Koga.
Takeshi Koga, né le 11 mai 1939, est un judoka japonais.
Il remporte aux Championnats du monde de judo 1961 à Paris la médaille de bronze toutes catégories.